# 秘鲁因蒂
秘鲁因蒂（西班牙語：inti peruano），秘魯在1985年2月1日至1990年12月底期間使用的貨幣單位。“因蒂”一词原指印加神话中的太陽神。1980年代中期，秘魯經濟惡化，通貨膨脹問題也日益嚴重。1985年2月1日，秘魯宣布將貨幣從索爾改為印地，1印地=1000舊索爾。印地最初匯率是1美元＝7印地。但印地很快就開始貶值。1990年12月時，面值最大的500萬印地僅價值不到10美元。1991年，秘魯宣布使用新索爾作為貨幣，印地停止使用。